# Tenaris
Tenaris (Borsa Italiana : TEN) est une entreprise sidérurgique italienne. Elle produit des tubes d'aciers sans soudures et notamment des ensembles spéciaux pour l'exploration et l'extraction de pétrole et de gaz à toutes profondeurs et à travers tous terrains. C'est le premier fabricant au monde de ce type de produits avec 8,9 millions de tonnes de tubes fabriqués en 2023.
La société multinationale est cotée au New York Stock Exchange à New York, au FTSE MIB de Milan, à la Bolsa de Buenos Aires et à la Bolsa Méxicana de Valores de Mexico.

## Histoire
C'est en 1908 que la société Dalmine SpA, une entreprise spécialisée dans la fabrication de tubes en acier sans soudures, objet d'un brevet spécifique, a été fondée dans la commune de Dalmine, aux portes est de Milan. Après la Première Guerre mondiale, l'entreprise s'est retrouvée, comme beaucoup d'autres à l'époque, dans une situation financière difficile. Elle est rachetée par la Banca Commerciale Italiana et FIAT qui, en 1923, revend ses actions à la banque. En 1924, elle est cotée à la Bourse de Milan. Dalmine SpA suit le sort de nombreuses entreprises sidérurgiques italiennes (Ilva, Acciaierie di Terni) et de construction navale (Ansaldo) qui connaissent des difficultés financières, reprises par les banques et sauvées avec la création de l'Istituto per la Ricostruzione Industriale - IRI.
En 1937, Dalmine SpA est intégrée dans le groupe public Finsider, la holding sidérurgique de l'IRI. La société est profondément restructurée sous la direction de l'ingénieur Agostino Rocca (en), futur fondateur du groupe Techint qui rachètera Dalmine en 1996. Sous sa direction, Dalmine SpA fut l'une des premières entreprises dans le domaine spécifique des tubes en acier sans soudure.
En juillet 1944, les usines Dalmine sont bombardées et ne seront pleinement opérationnelles qu'en 1946. Durant les années du « miracle économique italien » (1960-72), Dalmine fut l'un des fleurons de l'industrie italienne, un modèle d'efficacité et de développement technologique. Elle a largement contribué au développement de la production et la distribution de gaz naturel en Italie par les filiales d'ENI, Italgas (it) et Snam en fournissant aussi bien le matériel pour le forage et la construction des puits de recherche et de production (tubes de forage, casing et tubing de production) que les tubes pour la réalisation des gazoducs voulus par Enrico Mattei qui ont contribué à la renaissance industrielle italienne. La production de l'usine dépassait largement les besoins nationaux, lui permettant d'exporter une grande partie à l'étranger, favorisée par la qualité de l'acier.
Dans les années 70, l'entreprise entame un important renouveau organisationnel et technologique, avec une nouvelle aciérie électrique (1976) et un nouveau laminoir pour la fabrication de tubes de moyen diamètre "nouveau train moyen" (1978) construits à Dalmine.
En 1988, Finsider est privatisée, est cédée au groupe Riva SpA et renommée Ilva SpA, qui devient la société mère de Dalmine SpA. Le 27 février 1996, le groupe Ilva SpA vend sa participation dans Dalmine (84,08 %) au groupement constitué par le groupe Techint, la Banca di Roma et des investisseurs. En 1997, Techint Investments Netherlands B.V. a racheté la part détenue par la banque romaine atteignant 47 % du capital de la société Dalmine SpA.
En 2002, Techint décide de regrouper toutes ses production de tubes en acier dans une seule entité et fonde le groupe Tenaris, qui englobe de fait Dalmine SpA. En 2002, Techint Investments Netherlands B.V. détenait 47 % de Dalmine S.p.A et, à la suite d'une OPE, lancée par la holding luxembourgeoise Tenaris S.A., acquit 41,413 % supplémentaires et retira la société de la bourse.

### L'activité durant leCOVID-19
La Lombardie a été la zone la plus touchée d'Italie par la pandémie de COVID-19 entre janvier 2019 et janvier 2020. Les hôpitaux italiens avaient un besoin urgent de 5 000 bouteilles d'oxygène. Une équipe de 30 ouvriers de Dalmine a défié le virus et malgré l'état d'urgence et le confinement strict imposé par les autorités italiennes, a voulu obtenir une dérogation, se relayant en 3x8 pour les fabriquer en un temps record. Toute l'équipe a été décorée de l'Ordre du Mérite de la République Italienne pour leur acte héroïque.

## La société Tenaris SA
La société Tenaris SA a été créée en 2002 lorsque le groupe italien d'ingénierie industrielle Techint décida de regrouper toutes ses activités dans la production de tubes en acier en une seule et même société. C'est ainsi que les fabricants Dalmine en Italie, Siderca en Argentine, Tamsa au Mexique, NKKTubes au Japon, AlgomaTubes au Canada, Tavsa au Venezuela, Confab au Brésil et Siat en Argentine, ont été réunis sous la bannière Tenaris SA.
La nouvelle marque a été accolée aux anciennes appellations et l'on retrouve ainsi: TenarisDalmine, TenarisSiderca, TenarisTamsa...
En fait, le label Tenaris était connu depuis une année grâce à la marque DST, acronyme des trois principales entités du groupe : Dalmine, la plus ancienne société et cœur du process, Siderca et Tamsa.
Tenaris SA est une holding qui a permis de fusionner des sociétés du groupe Techint fondé en 1945 par l'ingénieur milanais Agostino Rocca, qui émigra en Argentine au lendemain de la Seconde Guerre mondiale.
En 2004, Tenaris a racheté la société roumaine Silcotub et en 2006 l'américain Maverick Tube Corp.
Bien que son siège soit implanté au Luxembourg, Tenaris ne possède aucune unité de production dans ce pays. Ses sites de production sont déployés au plus près des utilisations : Argentine, Brésil, Canada, Colombie, Italie, Japon, Mexique, Roumanie, États-Unis et Venezuela.

## Gouvernance
Président : Paolo Rocca
Conseillers :
- Gianfelice Rocca
- Guillermo Vogel
- Roberto Bonatti
- Carlos Franck
- Bruno Marchettini
- Jaime Serra Puche
- Amedeo Vazquez Y Vazquez
- Roberto Monti

## Actionnaires
Tenaris SA est détenue à hauteur de 60.4 % par une société financière appartenant à la famille d'Agostino Rocca : Rocca&Partners S.A.